# Henny Reistad
Henny Ella Reistad (n. 9 februarie 1999, Oslo, Norvegia) este o handbalistă norvegiană care joacă pentru clubul danez Team Esbjerg și echipa națională a Norvegiei.
Ea a făcut parte din selecționatele Norvegiei la Campionatul European pentru Tineret din 2017, unde s-a clasat pe locul 7, și la Campionatul Mondial pentru Junioare din 2016, unde a terminat pe locul 4.
În septembrie 2018, Federația Europeană de Handbal a inclus-o într-o listă cu cele mai promițătoare 20 de handbaliste tinere.

## Palmares
- Jocurile Olimpice:
  -  Medalie de bronz: 2020

- Campionatul Mondial:
  -  Câștigătoare: 2021

- Campionatul European:
  -  Medalie de aur: 2020, 2022

- Campionatul Mondial pentru Tineret:
  -  Medalie de argint: 2018

- Liga Campionilor EHF:
  -  Câștigătoare: 2021
  - Locul 3: 2019

- Liga Norvegiană:
  -  Câștigătoare: 2019, 2020, 2021

- Cupa Norvegiei:
  -  Câștigătoare: 2018, 2019, 2020
  - Finalistă: 2017

- Cupa Danemarcei:
  -  Câștigătoare: 2021, 2022

## Palmares individual
- MVP al formatului Final four al Ligii Campionilor EHF: 2021
- Inclusă în All-Star Young Player a Ligii Campionilor: 2021[6]
- Centrul echipei ideale din Eliteserien: 2019[7], 2021[8]
- Cea mai bună handbalistă din Eliteserien: 2019[7], 2021[8]
- Handbalista anului în Norvegia: 2019[7], 2021[8]
- Centrul echipei ideale de la Campionatul Mondial pentru Tineret: 2018[9]
- Intermediarul stânga al echipei ideale din Eliteserien: 2018[10]
- Cea mai bună jucătoare tânără din Eliteserien: 2018[10]
- Intermediarul stânga al echipei ideale de la Campionatul European pentru Tineret: 2017[11]

## Viața personală
Reistad formează un cuplu împreună cu handbalistul Aksel Horgen.